# ヨハン・ハインリヒ・ペスタロッチ
ヨハン・ハインリヒ・ペスタロッチ（Johann Heinrich Pestalozzi イタリア語: [pes.ta.ˈlɔt.tsi] ドイツ語: [pɛstaˈlɔtsi] ( 音声ファイル), 1746年1月12日 - 1827年2月17日）は、スイスの教育者。篤志家、学校及び社会の改革家、哲学者、政治家としても名を馳せた。チューリッヒの生まれ。シュタンツ、イヴェルドン孤児院の院長。フランス革命後の混乱の中で、スイスの片田舎で孤児や貧民の子などの教育に従事し、活躍の舞台として、スイス各地にまたがるノイホーフ、シュタンツ、イヴェルドン、ブルクドルフなどが有名である。
一部の研究者は、「ペスタロッチー」と表記するが、「Pestalozzi」はイタリアの姓であり、ドイツ語およびイタリア語の発音では「ペスタロッツィ」のカナ表記がより忠実である。この項では、一般的に使われているペスタロッチを採る。妻はアンナ・シュルテス（1764年に結婚）、息子および、孫にゴットリープがいる。

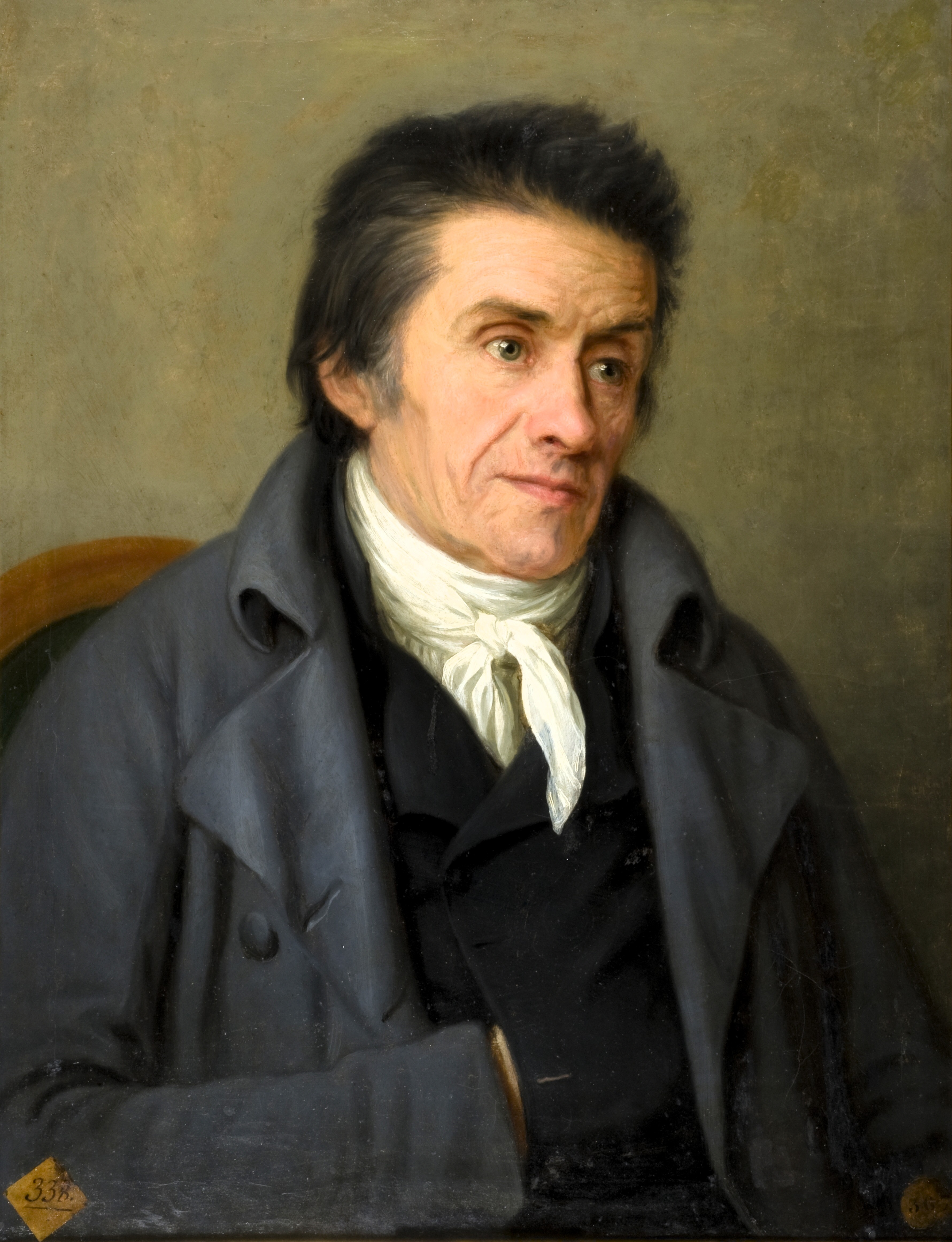
ペスタロッツィ。絵画、おそらくフランシスコ・ハビエル・ラモス作、1806年頃、レアル・アカデミア・デ・ベラス・アルテス・デ・サン・フェルナンド、マドリッド

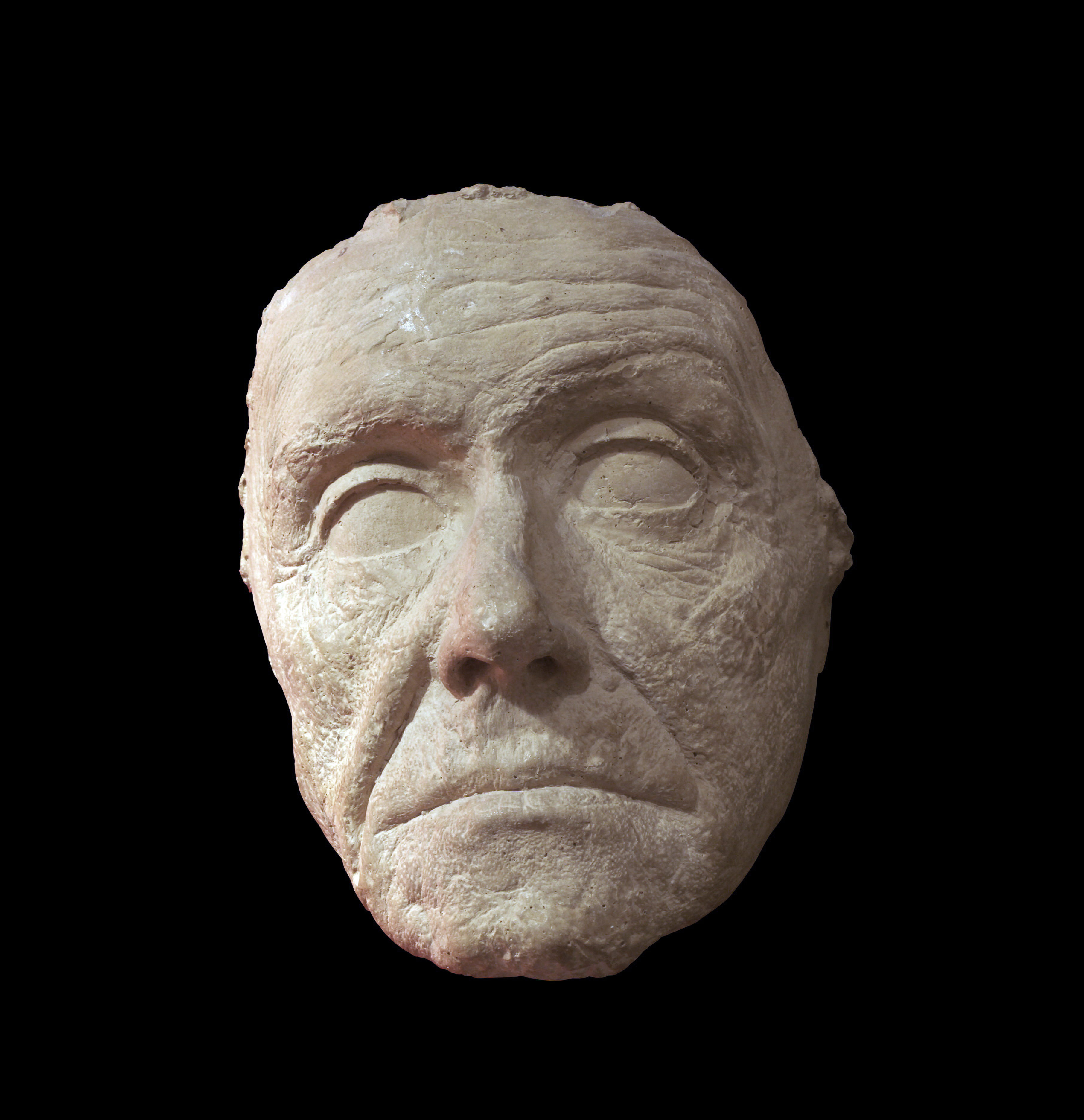
ライフマスク、ジョセフ・マリア・クリステン、ペスタロッツィアヌム・チューリッヒ

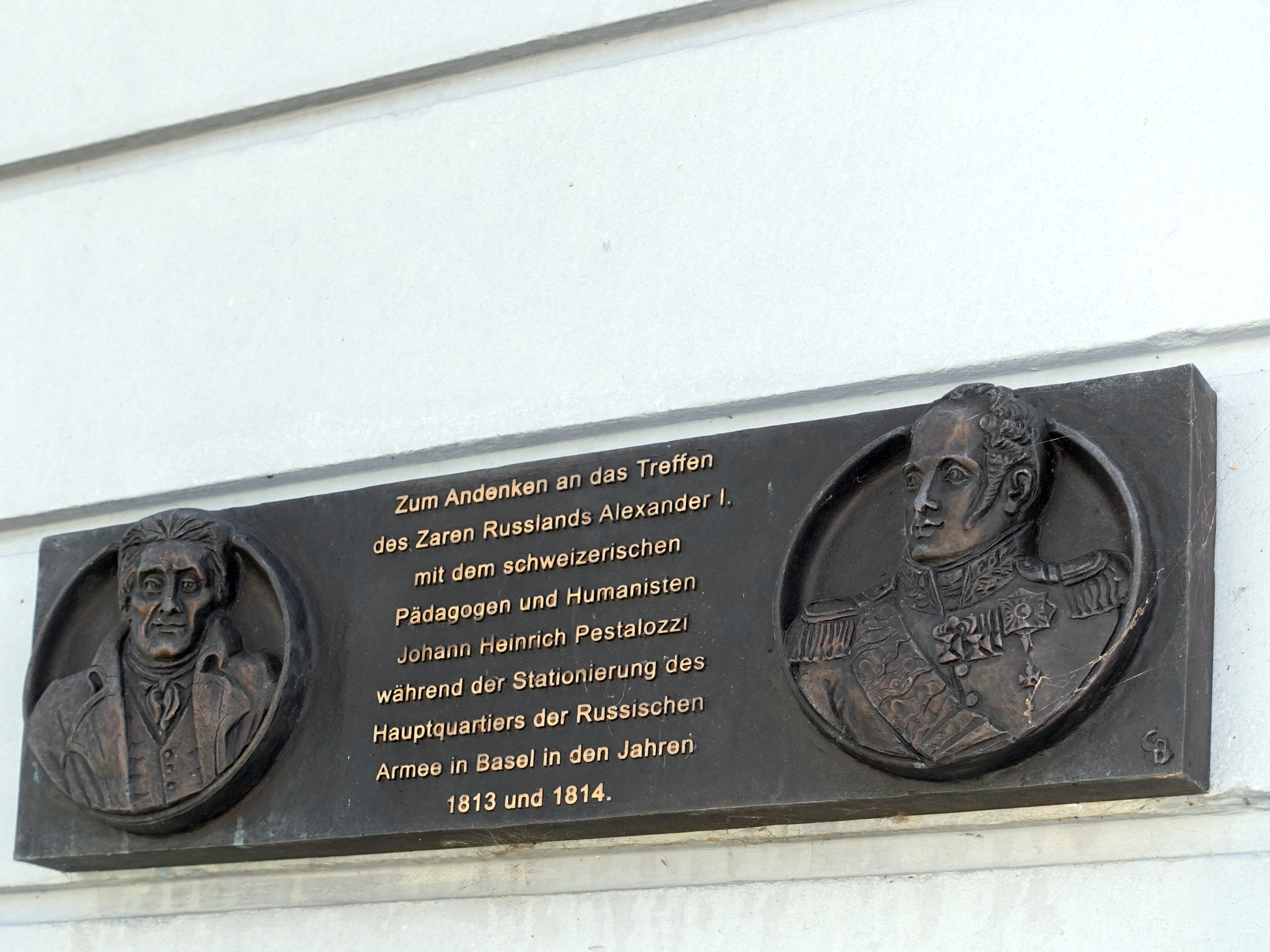
バーゼルの記念碑

## 生涯
ヨハン・ハインリヒ・ペスタロッチの両親は、イタリア北部のロンバルディア州ソンドリオ県にあるキアヴェンナにルーツを持つイタリア系の新教徒のヴェーデンスヴィル出身の外科医ヨハン・バプティスト・ペスタロッチ（1718年- 1751年）と外科医の娘スザンナ・ホッツ（1720年 - 1796年）である。彼の祖父アンドレアス・ペスタロッチ (1692年 - 1769年) は、幼い頃から彼に若者と人々への愛情を植え付け、ホング(Höngg)の改革派牧師を務めていた。
ドイツ系スイス人のヨハン・ハインリヒ・ペスタロッチは、3人兄妹の真ん中の子として、チューリヒで生まれた。1751年に父が病死し、1751年から1765年まで小学校とラテン語学校に通い、まずチューリヒのコレギウム・カロライヌム(Collegium Carolinum)で神学を学び、次に法学を学び、そこで啓蒙哲学者ヨハン・ヤコブ・ボドマー（1698年 - 1783年） の影響を受けた。人間、社会、国家に対する情熱的な理論的関心にもかかわらず、彼は主に実践的なことをやりたがっていた。そこで彼はチューリッヒでの学業を途中で終了し、キルヒベルク（ベルン州）のクレーホフでヨハン・ルドルフ・チフェリーのもとで農業見習いを始めた（1767/1768年）。1769年から、彼はアールガウ州ビル(Birr)で農業起業家としての腕を試し始めた。 
新しい作物と新しい施肥方法を導入することで、部分的に貧困に陥っている農民に、どのように状況を改善できるかを示す例を示そうとしたのである。しかし、この事業は失敗に終わった。ペスタロッチは、ビルの「ノイホーフ」に移るまで、1769年から1771年までミュリゲンの「ホーフ」に住んでいた。
1769年9月、彼は両親の希望に反してギブシュトルフで アンナ・シュルテスと結婚した。 1770年9月、彼らの息子ハンス・ヤコブ（ヤコブリと呼ばれる）がミュリゲンで生まれ、彼は啓蒙教育学の精神に基づいてジャン・ジャック・ルソーにちなんで名付けた。ルソーの著作『エミール』からの自然な子育てに関するアドバイスを彼は彼の息子に逐一適用した。子どもたちの理想的な育成を目指すこの試みは、悲劇的な失敗に終わった。ペスタロッチが息子の教育について残した日記は、ルソーの仮説教育学の重大な誤解を示す衝撃的な文書であると考えられている。
ジェイコブはわずか3歳半のときに数字と文字を学ばなければならなかった。父親としてのペスタロッチはかなり厳格な教師だった。息子が勉強に嫌気を見せたら、厳しい罰を与えられた。生い立ち、不安定な生活環境、そして育児放棄された子供たちの中で育ったということは、息子ヤコブの人生にはストレス、変動、不安、そして絶え間ない不満がつきまとうことになった。11歳のとき、まだまともに読み書きすることができなかったヤコブは、バーゼルの友人のもとに引き取られた。その後しばらくして、彼はてんかん発作を起こし始めた。グート・ノイホフに戻った後、彼は母親アンナの名付け子であるブルッグ出身のアンナ・マグダレーナ・フレーリッヒと結婚した。彼らには1798年に息子ゴットリーブが生まれた。ハンス・ヤコブの発作は悪化し、頻度も増していった。ペスタロッチの息子は1801年8月15日に31 歳で亡くなった。アンナ・マグダレナ・フレーリッヒは、ラウレンツ・ヤコブ・カスター（1765年 - 1822年）と二度目の結婚をした。彼女の孫は、アメリカに移住したブドウ育種家兼ワインメーカーのヘルマン・イェーガーである。
1773年から1774年にかけて、ペスタロッチ夫妻は自分たちの敷地内で約40人の子どもを引き取った。そこで子どもらは、紡ぎ、織り、そして「居間の教育」という意味での「小規模農業」を学んだ。1775年から「貧しい子供のための教育機関」と名付けられた学校で、ペスタロッチは実践活動と学校の授業、そして「自然の道すじ」における道徳的および宗教教育を組み合わせ、機織り仕事での製品を販売して経済的な基盤を固めることができればとの望みをもっていたが、これは失敗し、家族は負債が増し、1779年にはこの施設の閉鎖を余儀なくされた。
1780年からその後20年間、ペスタロッチは主に執筆に専念した。彼は小説『リーンハルトとゲルトルート』（全4巻、1781年- 1787年）でヨーロッパ中にその名を知られるようになった。この時期の他の作品には、『隠者の夕暮』 (1780年)、『クリストフとエルス』 (1782年)、『立法と幼児殺し』 (1783年)、『然りか否か?』（1793年）、『人類の発展における自然の経過に関する私の探究』（1797年）、『寓話』（1797年）などがある。『隠者の夕暮』は、そのタイトルから晩年の遺作のように思われがちだが、初期の教育実践で失敗した後の自己告白である。
1783年、啓蒙主義の先駆者たるペスタロッチはイルミナティ教団チューリッヒ支部の共同創設者となり（彼の教団名はアルフレッド）、1784年にはフロント組織であるチューリッヒの「善良なる人々の協会」(Gesellschaft zur Aufnahme des Guten)の共同創設者となった。しかし、彼は比較的短期間でこの関係に興味を失った。

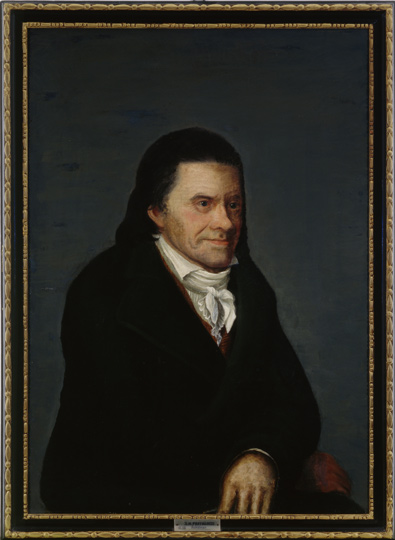
ペスタロッチ、グライムハウス ハルバーシュタット
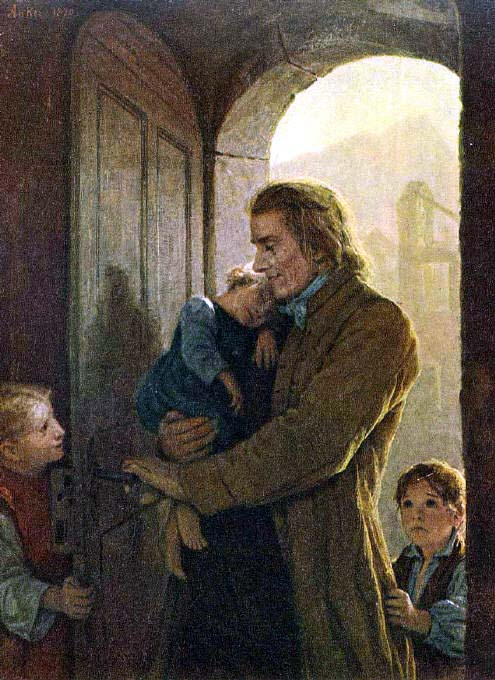
ペスタロッツィ、アルバート・アンカー画
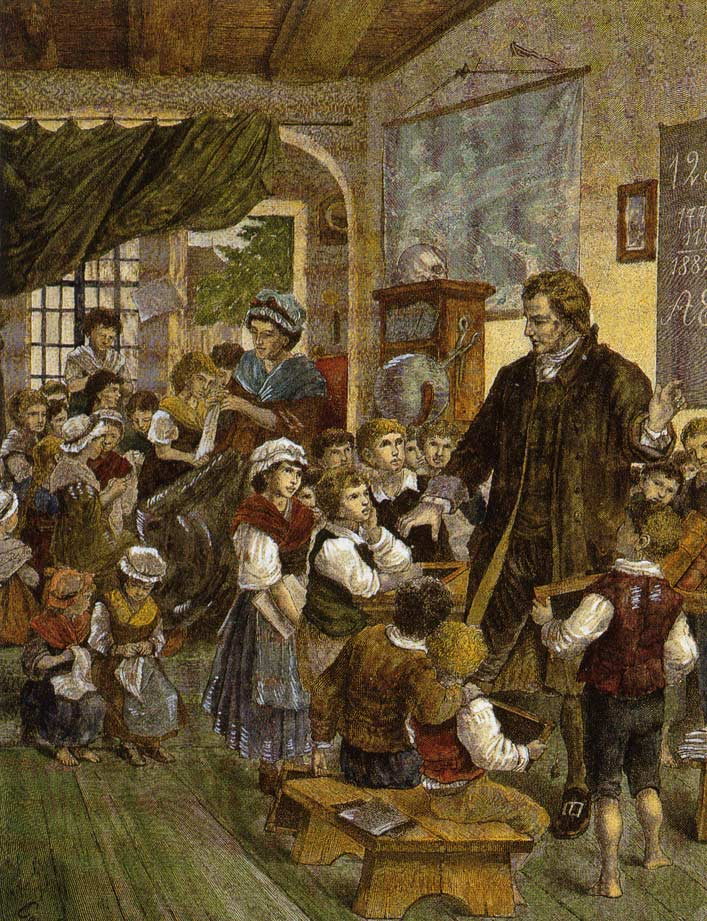
ペスタロッツィと妻アンナ
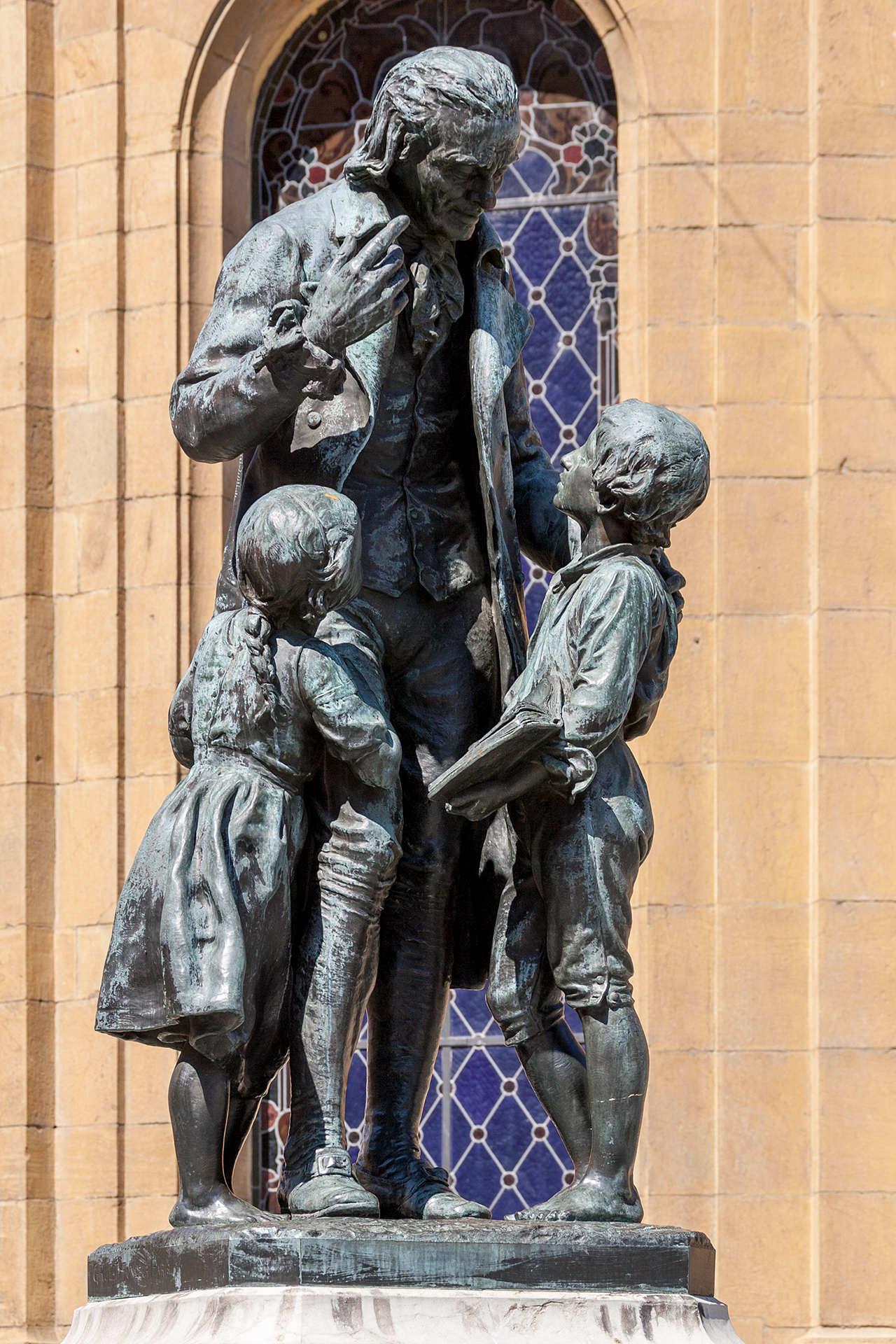
イヴェルドンのペスタロッツィ記念碑
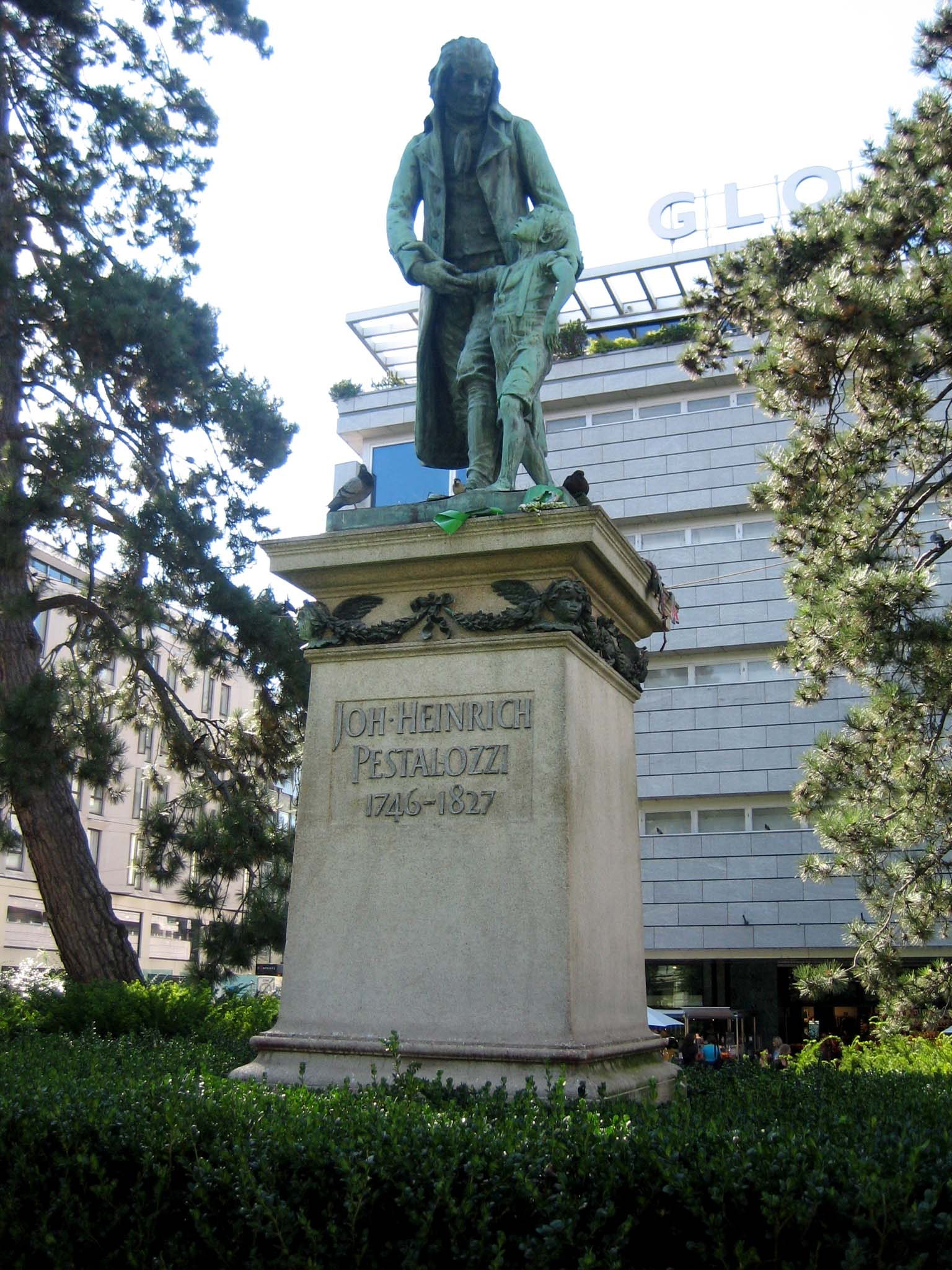
チューリッヒにあるフーゴ・ジークヴァルト作のペスタロッツィ記念碑
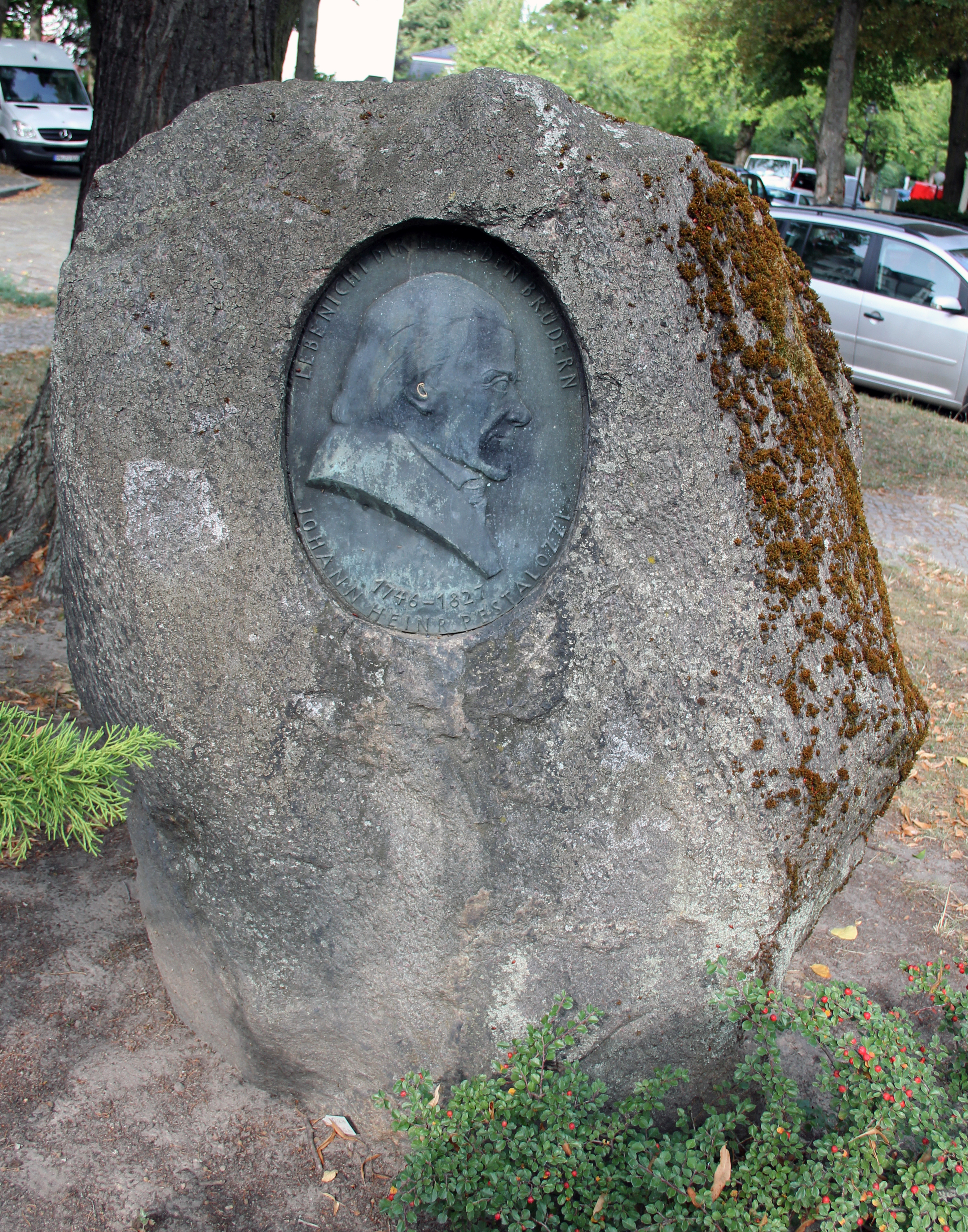
ペスタロッチ記念碑ベルリン-リヒターフェルデ
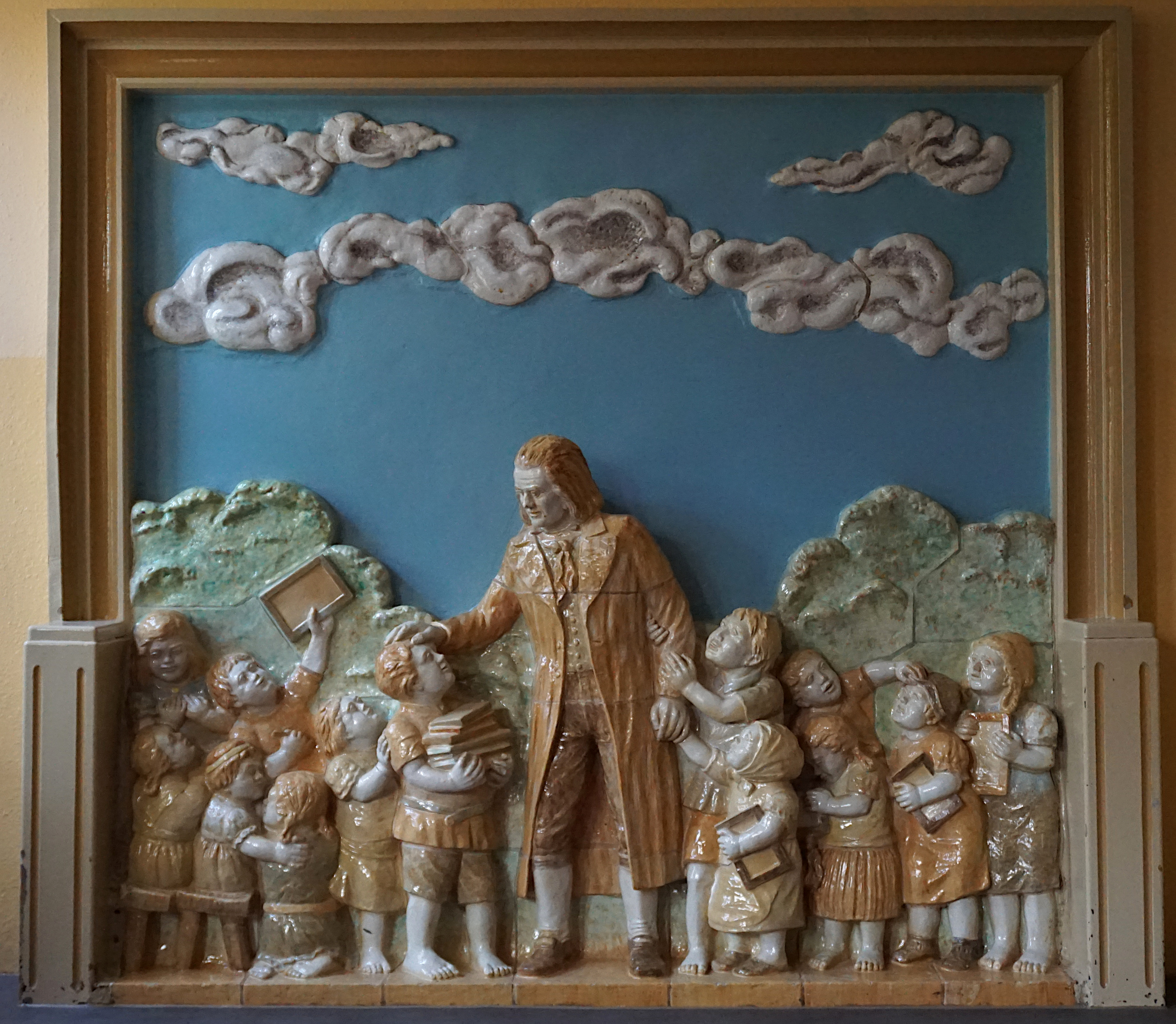
ボルナの児童養護施設にあるクルト・フォイリーゲルによるレリーフ

1792年、フランス国民議会は彼を名誉フランス国民として宣言し、スイス国民としては唯一の名誉フランス国民となった。スイス革命（ 1798年のフランス軍侵攻）の混乱の中で、ペスタロッチは、一方ではジャーナリスト活動（ヘルヴェティッシュ・フォルクスブラットの編集者）を通じて、他方では孤児院を経営することによって、また一方ではスイス新政府に自らを利用させた。スタンスの貧しい家（1799年）で、彼はそこで基礎的な教育経験を積むことができた。翌年、彼はブルクドルフ城(ブルクドルフ BE ) に有名な教育機関を設立し、そこで独自の教育法と教育法を開発し、理論的に正当化しました(主な著作:『ゲルトルートはいかにその子どもたちを教えるか』)。
彼は基礎的なものから高度なものへという、直観教授、労作教育の思想は、当時のヨーロッパでは高い知名度を持ち、多くの期待を寄せられた。特に当時のドイツからは様々な人物が、教えを乞いに彼のもとを訪れた。なかでも、フリードリヒ・フレーベル、ヨハン・フリードリヒ・ヘルバルトがその教育史上の意義としては群を抜いて有名であり、また重要である。ペスタロッチの教育の実践は主として初等教育段階のものであったが、それをさらに幼児教育へと応用、展開したのはフレーベルの功績であり、また大学教育の場での教育学へとそれを整理、発展させたヘルバルトの功績も大である。初等教育のやり方の礎は、ほとんど彼によって築かれたといってもよい。
1804年、ペスタロッツィは研究所をイヴェルドン・レ・バン(ヴォー州) に移し、そこで多くの重要な同僚とともに自分の手法をさらに発展させ、それを多数の著作で出版した (たとえば、『純真さ、真剣さ、そして無邪気さへ』など)。『私と同世代の貴族と祖国』、1815年、および『白鳥の歌』、1825年）。本質的に、彼の「初等教育の理念」は、頭（知的力）、心（道徳的、宗教的力）、そして手（工芸的力）の力と能力を調和して発達させる自然な育成と教育を要求した。バイエルン科学アカデミーは1808年に彼を外部会員として受け入れた。また、同時代イギリスで、工場経営者ながら、幼少の子供の工場労働を止めさせ、性格形成学院を設立した空想的社会主義者であるロバート・オウエンも、彼の学校を訪問したことがある。フリードリヒ・フレーベルは1810年にすでにその後継者をめぐって教職員の間で内部紛争が発生した際に、同校を退任しており、イヴェルドンの学院は壊滅状態に陥った。1825年、ペスタロッチもこの施設を閉鎖しなければならず、ノイホーフに撤退した。
1827年2月、彼は重篤な病気のためブルッグに運ばれたが、これは医療を容易にするためであった。2日後、彼はそこで81歳で早朝に亡くなった。友人や親戚が大雪のため到着が間に合わなかったり、ペスタロッチの死を聞いていなかったりしたため、彼は地元の司祭と学校教師によってブルの旧校舎に埋葬された。彼の希望に従って、彼の墓には白いバラの茂みが植えられた。彼の生誕100周年を記念して、アールガウ州は1846年に新しい校舎の正面に彼の記念碑を建てた。
墓石には次の言葉が刻まれている。

## 彼の教育学への貢献
ペスタロッチは、19 世紀末に直観教育とそこから生まれた改革教育の先駆者とみなされている。彼の教育目標は、人々が民主的なコミュニティで独立して協力して働くよう強化するための総合的な公教育であった。親たちには、この教育を家庭で始め、子どもたちの適切な模範となる権限を与える必要がある。
ペスタロッチは、就学前に家庭で始めるべき子供の初等教育に特に注意を払った。彼にとって、子供たちの知的、道徳的、宗教的、技術的な力を包括的かつ調和のとれた方法で促進することが重要だった。ペスタロッチは総合的なアプローチをとった。1801 年に著書『ゲルトルートはその子どもたちをいかに教えるか』で初めて系統的に提示した彼の教育的アイデアは、彼が 1769 年から運営し、ブル州ビル近くにあったノイホーフの初期の救貧院である程度実施された。
アールガウでは1774年から1780年まで滞在し、その後より具体的にはシュタンスの孤児院（1799年）、そしてヨハン・ルドルフ・フィッシャーが基礎を築いたブルクドルフの彼の研究所（1800年～1804年）とイヴェルドン/イフェルテン（1804年～1825年）で体系的に活動した。 彼の数多くの政治的および教育的著作の内容は、今でも有効である。彼の基本的な考え方の多くは、現代の教育学と社会教育学に見ることができる。しかし、ペスタロッチは意図的に成績や証明書というものを認めなかった。
ペスタロッチの教育学の原則は、人々が自分自身でできるようにするための初等教育の安全な基盤を築くことである（これは、後のモンテッソーリ教育学のモットー「自分でできるように助けてください」に似ている）。知識とスキルを伝える際、ペスタロッツィの教育学は、生徒の中にすでに自然に備わっている力を開発するよう努める。したがって、これらの力の必然的な発展は、偶然に任せられるのではなく、秩序ある方向に向けられる。したがって、教育学は自然と文化の間、より正確には子供の自然な発達と人間の共存の外的規則の間を仲介するものであり、両方の側面について十分な情報を持っていなければならない。
乳児期および幼児期の発達に関連して、このアプローチは現在、ニューロンの成熟（たとえば、1年目と2年目で歩くことと走ることの学習、または1年目から3年目での言語習得）の時間枠の存在に関する知識によって裏付けられている。したがって、ペスタロッチの教育学の要素は幼児期に親によって実践できることになり、ペスタロッチはそのために特別にサポートする学習教材を開発した。
子どもの自然な発達をサポートするために、ペスタロッチは「頭、心、手」の 3 つの要素を考慮しており、それぞれが知性、道徳、実践的なスキルを表していることは言うまでもない。知性の分野では、彼の教育学は言語、歌、書き、絵、算術の初歩的な活動から抽象的な判断力を開発する。道徳においては、愛と信頼という初歩的な感情が、忍耐や服従などのより高度なスキルの基礎を形成し、最高レベルの宗教的崇拝や道徳的判断に至る。身体的なスキルでは、単純な動作がより高度な動作につながっていく。ただし、この分野ではペスタロッツィの貢献はあまり発展していない。
使用された初歩的な方法は、観察を通じて得られた単純な初歩的な単位から、より複雑な概念や活動へと常に発展していくことで、永続的な効果をもたらした。子どもたちは、複雑さを根本的に減らすことによってのみ理解することができるようになる。教授上の削減は常にこれに立ち戻らなければならない。
ハインツ＝エルマー・テノルトの批評によれば、ペスタロッチは教育史、人間形成史において、とりわけ「啓蒙教育の象徴」とみなされている。
さらに、スタンツの孤児院への貢献により、ウーリッヒ・ヘルマンは彼を「現代社会教育学の創始者」とみなしており、クリスチャン・ニーマイヤーはそれを 2 つの方向で検討する。1 つはパウル・ナトルプの社会教育学の概念の方向である。ペスタロッツィの小説『リーンハルトとゲルトルート』（1781年 - 1787年）は、人間共同体の枠組み内での人間の受肉プログラムのモデル物語として読み取られ、ペスタロッチの社会教育学の理解の中心となった。
一方、ヘルマン・ノールの社会教育学の概念の方向では、彼は明らかにナトルプとは対照的に、社会教育学を「無視された人々の教育学」として解釈し、この目的のために理解を特徴とする社会教育的行動のモデル物語ペスタロッツィのシュタンツ書簡（1799年）にのみ興味を持っていた。ペスタロッチのその側面ではなく、この側面だけが教育システムの専門化と制度化への衝動を与え、それは彼の生徒たちや他の教育学の古典によって取り上げられた。
ペスタロッチの文学的遺産は、 45 巻の批判版で構成されている。彼はルソーの考えを取り入れてさらに発展させた。ただし場合によっては、ペスタロッチ自身の教育経験を理由にルソーから距離を置いている部分もある

## 研究者
日本の教育界では、盛んに研究された外国の教育思想家、実践家のトップである。教育学者の長田新は、ペスタロッチの研究者かつ信奉者で、没後遺言により、長田の墓はスイスのペスタロッチの墓の傍らに作られた。長田の弟子である荘司雅子もフレーベルの研究者である。
「子どもの権利条約」の元になる子どもの権利という概念を第二次世界大戦のさなか、ポーランドのワルシャワ・ゲットーの中で、ユダヤ人の孤児たちの孤児院院長をしながら提唱したヤヌシュ・コルチャックは熱烈なペスタロッチ信奉者でもあった。生涯最初の国外旅行にスイスにでかけ、ペスタロッチの活躍の舞台を訪ねて回ったり(全集に紀行エッセイあり)、彼の主著をもじって自著のタイトルにしたりした(『人はいかにその子を愛するのか』邦訳なし)。

岡山県苫田郡鏡野町(イヴェルドン・レ・バンと姉妹都市)は、知・徳・体の調和的発達と弱者への配慮ある教育を提唱したペスタロッチに着目して、「日本のペスタロッチタウン・鏡野」を宣言。ペスタロッチ像を建て、町立図書館をペスタロッチ館と名づけ、その思想の普及と継承に努めている。ペスタロッチの像を建てている小中学校も少なくはない。ただ、その著書や参考書は、近年出版事情もあって、入手できるものが僅かになっている。

## 影響
- 興亜工業大学（1942年、現在の千葉工業大学）にはペスタロッチの教育思想の影響が色濃く反映されている。

## 主要な著作

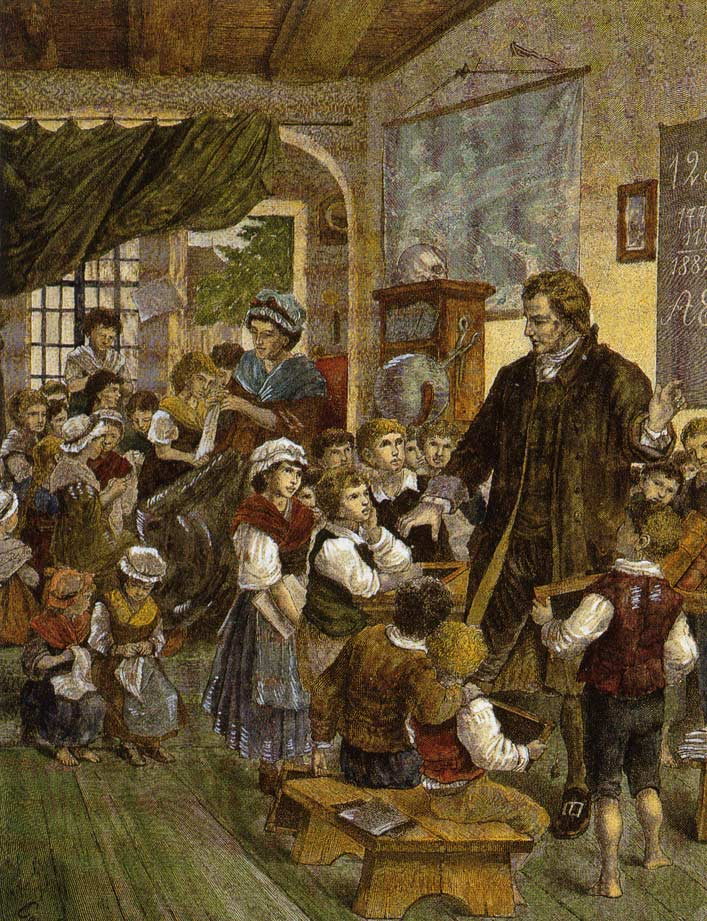
ノイホーフで妻アンナと共に子どもたちを教えるペスタロッチ

- 『リーンハルトとゲルトルート』Lienhard und Gertrud.  4 Bände 1781 - 1787
  - 『教育小説 愛と操 原名リヱンハルト・ウント・ゲルトルード』（上・下）野田豊実訳 隆文館 1914年
    - 改題『全訳 酔人の妻』（上・下）野田豊実訳 博愛館 1916年

  - 『リーンハルドとゲルトルード』三宅朽木訳 栄文館 1914年
    - 再刊 啓文社書店 1924年

  - 『酔人の妻 リーンハルトとゲルトルート』松本義懿訳 玉川学園出版部 1932年
  - 『リーンハルトとゲルトルート』田尾一一訳 玉川大学出版部 1964年
- 『隠者の夕暮』Die Abendstunde eines Einsiedlers. 1780
  - 『隠者の夕暮』福島政雄訳 目黒書店 1924年
    - 改題『評釈稿本 隠者の夕暮』福島政雄訳 渾沌社出版部 1931年
    - 再刊 福村書店 1947年
    - 再刊 角川文庫 1969年

  - 『隠者の夕暮』小原国芳訳 玉川学園出版部 1932年
  - 『隠者の夕暮』永野藤夫訳 - 筑摩書房『世界人生論集 13』（1963年）所収
- 『クリストフとエルゼ』Christoph und Else. 1782
- 『立法と嬰児殺し』Gesetzgebung und Kindermord. 1783
- 『然りか否か』Ja oder Nein? 1793
- 『人類の発展の歩みについての私の探究』Meine Nachforschungen über den Gang der Natur in der Entwicklung des Menschengeschlechts. 1797
  - 『探究』虎竹正之訳 玉川大学出版部 1966年
- 『寓話』Fabeln. 1797
- 『ゲルトルートはいかにその子らを教えるか』Wie Gertrud ihre Kinder lehrt.1801
  - 『ゲルトルードは如何にして其の子を教ふるか』佐武林蔵・入沢宗寿訳 育成会 1914年
  - 『ゲルトルードは如何に其の子を教ふるか』田制佐重訳 春秋社 1933年
  - 『ゲルトルート児童教育法』長尾十三二・福田弘訳 明治図書出版 1980年
- 『我々の時代と私の祖国の無垢と真面目さと高貴さについて』An die Unschuld, den Ernst und den Edelmut meines Zeitalters und meines Vaterlandes. 1815
- 『白鳥の歌』Schwanengesang. 1825
- 著作集・その他
  - 『酔人の妻と隠者の夕暮』久保天随訳 育成会 1914年
  - 『ゲルトルードは如何に其の子を教ふるか・隠者の夕暮・リーンハルドとゲルトルード』田制佐重訳 文教書院 1923年
  - 『道徳及宗教教育の本質』長田新訳 目黒書店 1925年
  - 『ペスタロッチー全集』（全5巻） 玉川学園出版部 1927年
  - 『隠者の夕暮・シュタンツだより』長田新訳 岩波文庫 1943年
  - 『ペスタロッチー全集』（全13巻） 平凡社 1959年 - 1960年
  - 『政治と教育 隠者の夕暮 他』梅根悟訳 明治図書出版 1965年
  - 『スイス週報』松田義哲訳 理想社 1968年
  - 『人間と真実 失意時代のペスタロッチ』伊藤忠好訳 玉川大学出版部 1971年
  - 『シュタンツ便り 他』長尾十三二ほか訳 明治図書出版 1980年
  - 『幼児教育の書簡』田口仁久訳 玉川大学出版部 1983年
  - 『ゲルトルート教育法・シュタンツ便り』前原寿・石橋哲成訳 玉川大学出版部 1987年
  - 『隠者の夕暮・白鳥の歌・基礎陶冶の理念』東岸克好訳 玉川大学出版部 1989年

## 全集
- Pestalozzi. Sämtliche Werke. Kritische Ausgabe. Begründet von Artur Buchenau, Eduard Spranger, Hans Stettbacher. de Gruyter, Berlin und Zürich 1927–1996. Leitender Redakteur von 1923 bis 1938 war Walter Feilchenfeld-Fales.
- Pestalozzi. Sämtliche Briefe. Herausgegeben vom Pestalozzianum u. der Zentralbibliothek Zürich, bearbeitet von Emanuel Dejung, Hans Stettbacher. Zeller, Zürich 1946–1971.
- Sämtliche Briefe an Johann Heinrich Pestalozzi. Kritische Ausgabe. 6 Bände herausgegeben von Rebekka Horlacher & Daniel Tröhler, NZZ Libro 2009–2015.

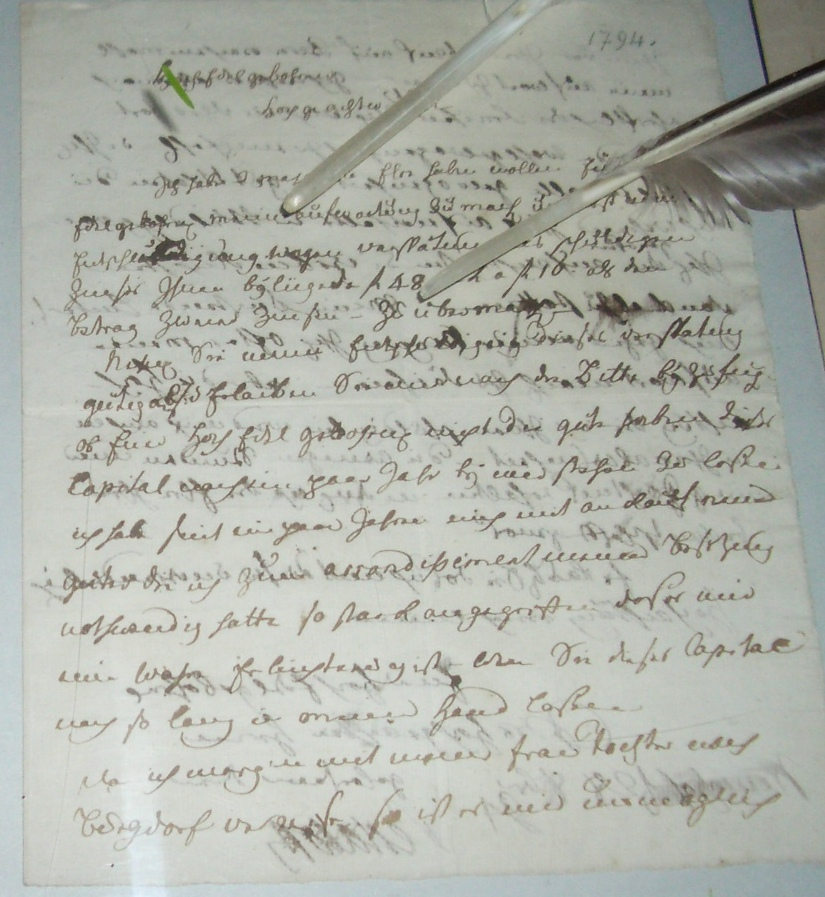
1794年10月28日のニクラウス・アルブレヒト・ェフィンガー宛の手紙
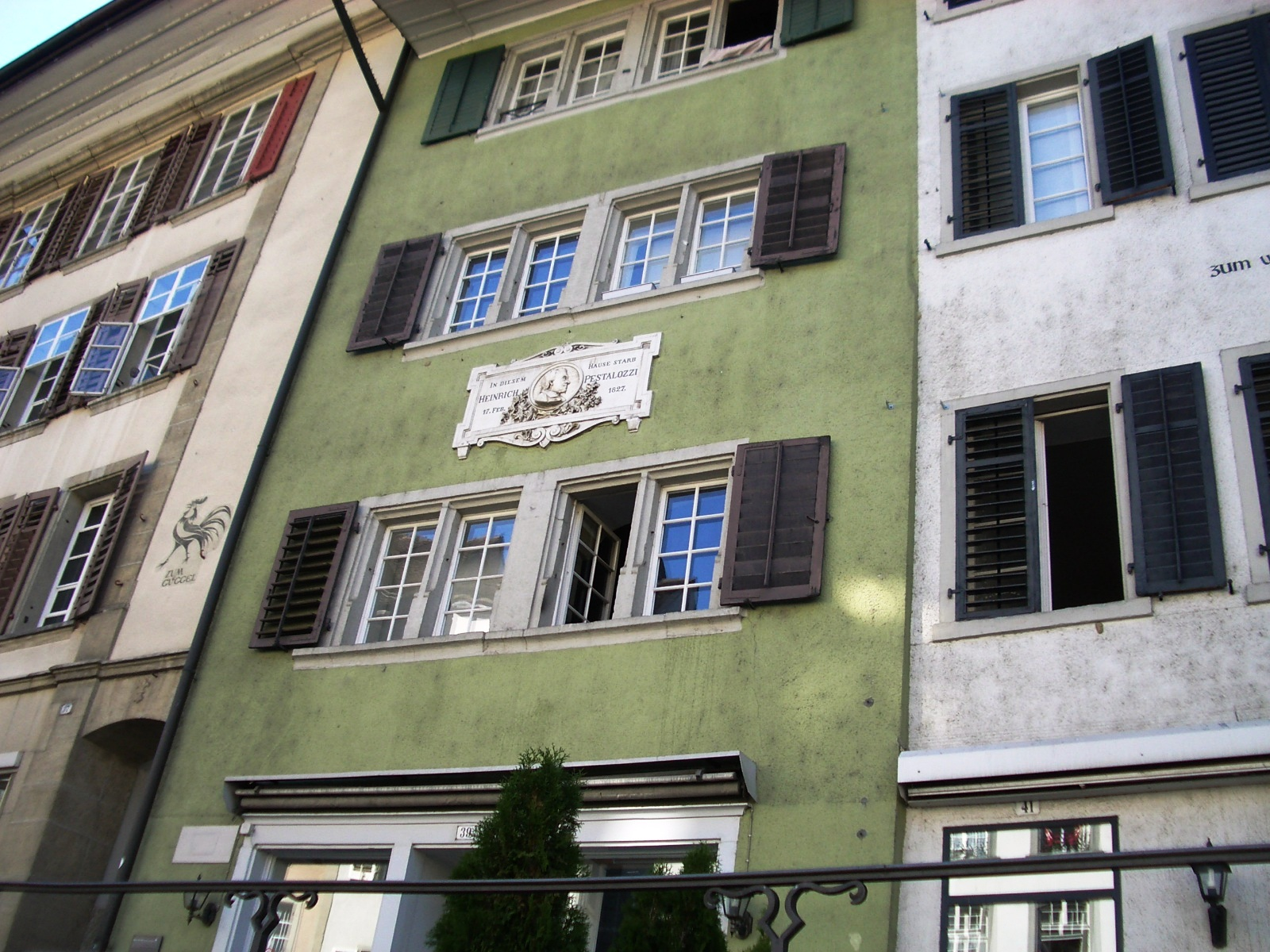
ブルクのペスタロッチの亡くなった家
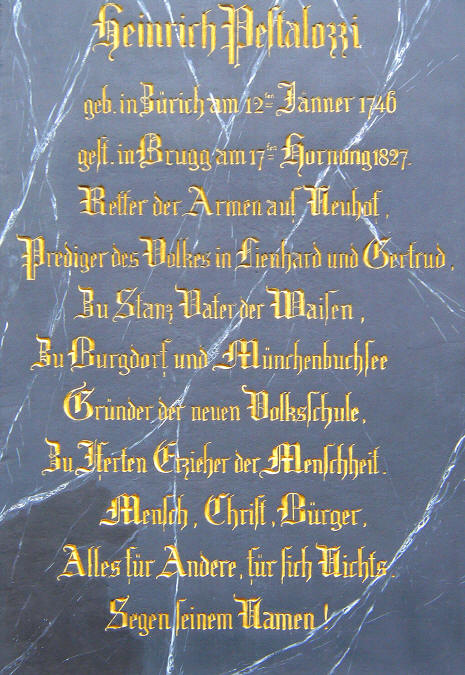
ビールAGの墓碑
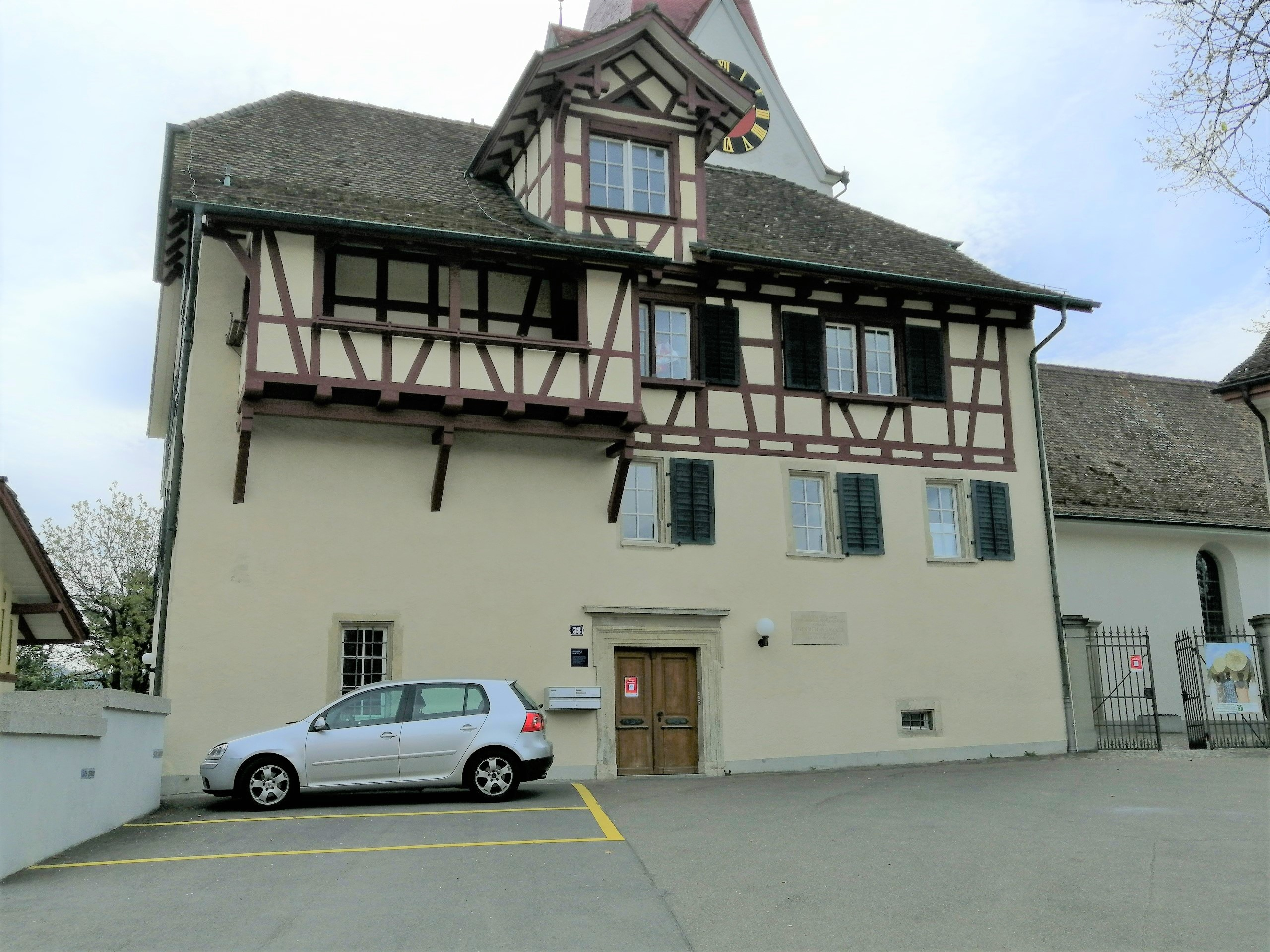
祖父アンドレアス ペスタロッチ († 1769)はチューリッヒ・ヘング牧師館に住んでおり、幼い頃から若者と人々への愛情を植え付けられた。